# Фредерік Марк Бекет
Фредері́к Марк Бе́кет (11 січня 1875, Монреаль, Канада — 1 грудня 1942, Нью-Йорк, США) — канадський металург і винахідник в галузі електрообладнання і хімічних сплавів. Розробник процесу використання кремнію замість вуглецю у виробництві низьковуглецевих феросплавів та сталей.

## Із життєпису
У 1895 році закінчив Університет Макгілла в Монреалі і вступив до Колумбійського університету в Нью-Йорку. Вивчав застосування електричного струму у металургії та хімічному виробництві. У 1906 році став співробітником Union Carbide, де згодом обійняв посаду віце-президента. Останні роки працював консультантом.
Новатор у використанні електричних печей у виробництві ферованадію, феромарганцю, феромолібдену, феровольфраму та низьковуглецевого ферохрому, основного компонента неіржавної сталі. В часи Першої світової війни запровадив тонажне виробництво фероцирконію та прискорене виробництво кремнію для виготовлення сталевих оболонок та алюмінієвих сплавів, що застосовувалися в авіації. Автор понад 100 винаходів.